# San Marino op het Eurovisiesongfestival 2013
San Marino nam deel aan het Eurovisiesongfestival 2013 in Malmö, Zweden. Het was de 4de deelname van het land op het Eurovisiesongfestival. SMRTV was verantwoordelijk voor de San Marinese bijdrage voor de editie van 2013.

## Selectieprocedure
Op 15 november 2012 bevestigde de San Marinese openbare omroep te zullen deelnemen aan de komende editie van het Eurovisiesongfestival. Er werd wederom voor gekozen de artiest intern te verkiezen. Volgens Carlo Romeo, de directeur van de San Marinese openbare omroep, zouden er vier kandidaten in de running geweest zijn. Twee daarvan genoten internationale bekendheid. De beslissing werd uiteindelijk genomen door een selectiecomié dat bestond uit muzikale experts uit het ministaatje.
Welke namen er in de running waren, wilde de San Marinese omroep niet kwijt. Er werd druk gespeculeerd op Lys Assia. Nadat de winnares van het allereerste Eurovisiesongfestival in Zwitserland lik op stuk had gekregen tijdens de nationale voorronde, werd er geopperd dat ze haar inzending zou aangeboden hebben in San Marino. Componist Ralph Siegel had overigens ook in 2012 de bijdrage voor San Marino aangeleverd. Uiteindelijk kondigde Lys Assia begin januari aan niet namens San Marino te zullen deelnemen aan het Eurovisiesongfestival 2013.
Op 30 januari werd tijdens een persconferentie bekendgemaakt wie namens San Marino naar Malmö zal komen. Tot verrassing van velen werd gekozen voor Valentina Monetta, die ook in 2012 de kleuren van het ministaatje mocht vertegenwoordigen. Ook ditmaal werd haar nummer, Crisalide getiteld, geschreven door Ralph Siegel. Het nummer werd op 15 maart voor het eerst vertoond aan het grote publiek.

## In Malmö
San Marino trad als tweede aan in de tweede halve finale op donderdag 16 mei 2013. Valentina werd hoog genoteerd bij de bookmakers en de eerste finale plaats voor San Marino werd verwacht. Maar het liep anders en San Marino werd elfde in de halve finale met 47 punten. 

### Punten gegeven aan San Marino
| 12 punten                     | 10 punten                     | 8 punten  | 7 punten    | 6 punten                                         |
| ----------------------------- | ----------------------------- | --------- | ----------- | ------------------------------------------------ |
|                               | - Spanje                      |           |             | - Malta                                          |
| 5 punten                      | 4 punten                      | 3 punten  | 2 punten    | 1 punt                                           |
| - Frankrijk - Noord-Macedonië | - Armenië - Israël - Roemenië | - Letland | - Hongarije | - Azerbeidzjan - Finland - Georgië - Griekenland |

### Punten gegeven door San Marino

#### Tweede halve finale
| 12 punten | Griekenland     |
| 10 punten | Malta           |
| 8 punten  | Bulgarije       |
| 7 punten  | Finland         |
| 6 punten  | Albanië         |
| 5 punten  | Noorwegen       |
| 4 punten  | Hongarije       |
| 3 punten  | Azerbeidzjan    |
| 2 punten  | Noord-Macedonië |
| 1 punt    | Georgië         |

#### Finale
San Marino gaf deze punten:
| 12 punten | Griekenland  |
| 10 punten | Malta        |
| 8 punten  | Frankrijk    |
| 7 punten  | Noorwegen    |
| 6 punten  | Hongarije    |
| 5 punten  | België       |
| 4 punten  | Italië       |
| 3 punten  | Finland      |
| 2 punten  | Azerbeidzjan |
| 1 punt    | Armenië      |

2008 · 2009-2010 · 2011 · 2012 · 2013 · 2014 · 2015 · 2016 · 2017 · 2018 · 2019 · 2020 · 2021 · 2022 · 2023 · 2024 · 2025
Albanië · Armenië · Azerbeidzjan · België · Bulgarije ·  Cyprus · Denemarken · Duitsland · Estland · Finland · Frankrijk · Georgië · Griekenland · Hongarije · Ierland · IJsland · Israël · Italië ·  Kroatië · Letland · Litouwen · Macedonië · Malta · Moldavië · Montenegro · Nederland · Noorwegen · Oekraïne · Oostenrijk · Roemenië · Rusland · San Marino · Servië · Slovenië · Spanje · Verenigd Koninkrijk · Wit-Rusland · Zweden · Zwitserland